# Not So Bad as It Seemed
Not So Bad as It Seemed (o Not So Bad as He Seemed) è un cortometraggio muto del 1910 diretto da Frank Powell.

## Trama
Il signor e la signora Jones devono partire all'improvviso e ognuno lascia una nota per i vicini: la signora Jones chiede alla giovane signora Young di occuparsi dell'uccellino di casa; suo marito, invece, offre all'amico Hall di poter usufruire durante la loro assenza della sua biblioteca. Ignari uno dell'altro, i due vicini si recano più o meno alla stessa ora nella casa dei Jones. Quando la signora Young sente dei rumori nella stanza vicina, si spaventa a morte e, vedendo l'estraneo, lo prende per un ladro finché la situazione non viene chiarita. A quel punto, però, sulla porta appaiono il marito della signora Young e la moglie del signor Hall che credono di aver scoperto una tresca dei rispettivi coniugi. La cosa sta diventando grave ma i due supposti amanti sono salvati dall'arrivo dei Jones, che sono ritornati dopo che l'automobile li ha lasciati appiedati, e che offrono la spiegazione ai loro amici di ciò che sta succedendo.

## Produzione
Il film fu prodotto dalla Biograph Company,

## Distribuzione
Distribuito dalla General Film Company, il film - un cortometraggio di 132 metri - uscì nelle sale statunitensi il 24 novembre 1910 con il titolo Not So Bad as It Seemed. Nelle proiezioni, veniva programmato con il sistema dello split reel, accorpato in un'unica bobina con un altro cortometraggio prodotto dalla Biograph, diretto da Powell e girato insieme a David W. Griffith, His New Lid.